# Jacques Copeau
Jacques Copeau (ur. 4 lutego 1879, zm. 20 października 1949) – francuski reżyser teatralny, producent, krytyk i dramatopisarz. 
Z André Gidem założył w 1913 "Nouvelle Revue Française" i Théâtre du Vieux-Colombier w Paryżu. W kompanii byli również Charles Dullin i Louis Jouvet. Na realizacje Copeau'a wpłynęły takie postacie jak Edward Gordon Craig, Adolphe Appia czy Emil Jaques-Dalcroze.
Wystawiał sztuki i recitale w Nowym Jorku w 1927, oddziałując m.in. na Harolda Clurmana.
W 1941 roku został administratorem generalnym teatru narodowego Komedii Francuskiej.